# Dysallacta megalopa
Dysallacta megalopa är en fjärilsart som beskrevs av Edward Meyrick 1889. Dysallacta megalopa ingår i släktet Dysallacta och familjen Crambidae. Inga underarter finns listade i Catalogue of Life.